# EL90
La válvula EL90 (6AQ5) es un tetrodo con base miniatura de 7 pines (B7G). Sus características en 250V son casi idénticas a la válvula 6V6. Hay diferentes versiones de esta válvula, algunas son la 6AQ5A o la 6005W. Sus equivalentes son la 6AQ5, BPM04, CV1862, CV8229 y N727.

## Especificaciones
La EL90 tiene un voltaje y consumo de filamento de 6,3V 0,45A. Las conexiones de sus pines son las siguientes:

Pin 1: Reja de control

Pin 2: Cátodo

Pin 3: Filamento

Pin 4: Filamento

Pin 5: Ánodo

Pin 6: Reja de pantalla

Pin 7: Reja de control

En un amplificador push-pull en clase AB1 son capaces de producir hasta 10W de potencia sonora.

## Aplicaciones
La válvula EL90 fue muy utilizada como amplificador final de audio en televisores y radios a válvulas.